# فردی (خواننده فنلاندی)
فردی (به انگلیسی: Fredi) با نام اصلی متی کالوی سیتونن (زاده ۲۳ ژوئیه ۱۹۴۲-درگذشته ۲۳ آوریل ۲۰۲۱) خواننده فنلاندی بود.
او نماینده فنلاند در یوروویژن ۱۹۶۷ و یوروویژن ۱۹۷۶ بود.